# Völkergewohnheitsrecht
Völkergewohnheitsrecht ist eine Form ungeschriebenen Völkerrechts, das durch allgemeine Übung, getragen von der Überzeugung der rechtlichen Verbindlichkeit der Norm, entsteht.

## Definition
Nach Art. 38 Abs. 1 des Statuts des Internationalen Gerichtshofs (IGH-Statut) ist das Völkergewohnheitsrecht neben den völkerrechtlichen Verträgen und den allgemeinen Rechtsgrundsätzen eine der Rechtsquellen des Völkerrechts.
Nach der allgemein anerkannten Definition entsteht Völkergewohnheitsrecht durch eine übereinstimmende gemeinsame Rechtsüberzeugung (lateinisch opinio iuris sive necessitatis) der Rechtsgenossen – hier konkret der Völkerrechtssubjekte – und durch allgemeine Übung (lat. consuetudo). Diese zwei Kernelemente finden sich auch in der Definition des Art. 38 Abs. 1 lit. b IGH-Statut.
Besteht über die grundsätzliche Definition noch weitgehend Einigkeit, so sind jedoch die darüber hinausgehenden Fragen in der völkerrechtlichen Literatur äußerst umstritten, insbesondere bei der Gewichtung der beiden Elemente untereinander. So wird in Teilen der Literatur die Bedeutung der allgemeinen Übung gegenüber der sie tragenden Rechtsüberzeugung deutlich eingeschränkt. Demgegenüber betont die Völkerrechtskommission in ihren 2018 verabschiedeten Schlussfolgerungen zur Identifikation von Völkergewohnheitsrecht die unabhängige Bedeutung der beiden Elemente.

### Allgemeine Übung(consuetudo)
In der völkerrechtlichen Rechtsprechung des Internationalen Gerichtshofs, etwa in der Nicaragua-Entscheidung 1986 kommt klar zum Ausdruck, dass eine Form von allgemeiner Übung konstitutives Element des Völkergewohnheitsrechts ist. Jedoch widersprechen Teile der Literatur hier heftig und lassen auch die Möglichkeit der „spontanen“ Entstehung von Völkergewohnheitsrecht zu (instant customary law). Es ist vor allem bei den besonders betroffenen Völkerrechtssubjekten eine dauernde, einheitliche und extensive Übung erforderlich.
Ob eine ausreichende allgemeine Übung vorhanden ist, bemisst sich im Einzelfall an der Verbreitung in vielen Staaten, in repräsentativen Staaten (geographische Verbreitung) oder in besonders betroffenen Staaten. Die Allgemeinheit der Rechtsübung kann nicht mittels eines Abzählens ermittelt werden. Vielmehr sind auch hier die Gegebenheiten des Einzelfalls zu betrachten – so können z. B. gewohnheitsrechtliche Rechtssätze des Weltraumrechts nur von Staaten geprägt werden, die Raumfahrt betreiben und deshalb besonders betroffen sind. In der Regel ist deshalb Völkergewohnheitsrecht gegeben, wenn das Verhalten aller Völkerrechtssubjekte erfasst ist, die sich an der jeweiligen Materie auch beteiligen können bzw. deren Interessen berührt sind – so jedenfalls der IGH in den Nordsee-Festlandsockel-Fällen 1967–1969. Auch regionales Völkergewohnheitsrecht ist demnach denkbar.
Es bedarf einer gewissen Dauer der Übung. In zeitlicher Hinsicht kann auch bereits nach relativ kurzer Zeit die Entstehung von Gewohnheitsrecht bejaht werden, keinesfalls notwendig ist eine Rechtsübung seit „unvordenklicher Zeit“ oder auch nur über eine erhebliche Zeit. Inwiefern dem folgend der Kosovo-Einsatz (1999) und die Bush-Doktrin (2002) auf Völkergewohnheitsrecht gestützt werden konnten, ist umstritten.
Des Weiteren dürfen keine entgegengesetzten Akte existieren. Die Übung muss hinreichend einheitlich sein, das heißt die beteiligten Völkerrechtssubjekte müssen sich weitestgehend gleich verhalten. Vereinzelte spätere Abweichungen von dieser Übung sind dann als Verstöße gegen das entstandene Gewohnheitsrecht zu qualifizieren, stellen aber nicht die Einheitlichkeit der Übung in Frage – solange die Abweichungen nicht so zahlreich und schwerwiegend sind, dass von der Bildung neuen, abweichenden Völkergewohnheitsrechts auszugehen ist.

### Rechtsüberzeugung(opinio iuris)
Die Übung muss von der Überzeugung rechtlicher Verbindlichkeit getragen sein (opinio iuris, auch opinio juris geschrieben). Der Akt darf also nicht nur politisch gemeint oder Völkersitte (comitas gentium) oder Ausdruck von Arroganz sein. Zu dem objektiven Element der Übung tritt also ein subjektives hinzu. Entscheidend ist daher, dass nach außen erkennbar wird, dass die Akteure ihre Handlungen deshalb an einer internationalen Übung ausrichten, weil sie diese als Recht begreifen. Notwendig ist hier aber wiederum nicht völlige Uniformität der Auffassung aller Völkerrechtssubjekte, einzelne Abweichungen sind daher unbeachtlich und verhindern nicht die Entstehung dieser Norm.

## Verhältnis zum Völkervertragsrecht
Völkervertragsrecht kann Gewohnheitsrecht kodifizieren, also in schriftlicher und dann für die Mitgliedstaaten des Vertrages auch vertraglich bindender Form festhalten. Dies gilt z. B. für weite Teile des Wiener Übereinkommens über diplomatische Beziehungen, das auf dem bereits zum Vertragsschluss bestehenden Völkergewohnheitsrecht aufbaut und es niederschreibt.
Auch eine umgekehrte Entwicklung ist denkbar: Ursprünglich nur vertraglich geltende Bestimmungen können Teil des Völkergewohnheitsrechts werden, wenn auch Nicht-Vertragsparteien die fragliche Bestimmung anwenden und deutlich machen, dass sie von der gewohnheitsrechtlichen Geltung ausgehen. Es bedarf also auch hier der Übung und der opinio iuris.
Beide Entwicklungen können letztlich zu parallel geltendem Völkergewohnheitsrecht führen, d. h. eine bestimmte völkerrechtliche Regel gilt sowohl vertraglich zwischen den Vertragsparteien als auch gewohnheitsrechtlich im Verhältnis aller Staaten untereinander – also auch der Nichtmitgliedstaaten. So hat der Internationale Gerichtshof beispielsweise im Nicaragua-Fall ausdrücklich erklärt, das Verbot der zwischenstaatlichen Gewalt sei nicht nur in der UN-Charta verankert und gelte damit vertragsrechtlich, sondern es könne auch gewohnheitsrechtliche Geltung für sich beanspruchen.
Möglich ist auch, dass eine vertragsrechtliche Norm einer Norm des Völkergewohnheitsrechts widerspricht. In diesen Fällen kann sich die Antwort auf die Frage, welche Norm die andere verdrängt, als schwierig herausstellen. Obwohl es im Völkerrecht keine Normenhierarchie gibt, kann dennoch ein grundsätzlicher Vorrang vertraglicher Normen gegenüber dem Völkergewohnheitsrecht nach dem Lex-specialis-Grundsatz angenommen werden. Begründet wird dies damit, dass Völkergewohnheitsrecht ausgenommen der ius cogens-Normen dispositiv ist. Es stehe den Völkerrechtssubjekten daher in ihrem Verhältnis untereinander frei, die Normen abzuändern, zu ersetzen oder auszuschließen. Dies bedeutet allerdings nicht, dass nicht auch Völkergewohnheitsrecht umgekehrt Völkervertragsrecht verdrängen kann, wie der IGH im Nordsee-Festlandsockel-Urteil vom 20. Februar 1969 bestätigt hat.

## Probleme und weiterführende Fragestellungen
Ob Staaten (insbesondere Hegemonialmächte) allein durch wiederholte Übung neues Völkergewohnheitsrecht schaffen können, wenn dieses Verhalten durch andere Staaten nur hingenommen bzw. diesen Handlungen nicht widersprochen wird (Acquiescence), ist umstritten. Nach der eingangs gegebenen Definition sollte es an der für Gewohnheitsrecht erforderlichen Überzeugung der Rechtsgeltung fehlen. Es kann sich dann aber zumindest partikuläres Völkergewohnheitsrecht zwischen den Rechtssubjekten, die eine solche neue Rechtsregel des Völkergewohnheitsrechts anerkennen, herausbilden.
Die UN-Generalversammlung kann kein Völkerrecht setzen, sondern nur Initiativen für entsprechende Vertragsverhandlungen zwischen den einzelnen Staaten starten. Verlautbarungen der Staaten und ihr Abstimmungsverhalten in den UN-Organen können aber Ausdruck der Überzeugung des Bestandes eines entsprechenden Völkergewohnheitsrechts sein und sind mithin Indiz für das Bestehen einer opinio iuris.
Bei der Entstehung von Völkergewohnheitsrecht kann ein Staat zwar nicht selbiges verhindern, wohl aber die Geltung. Dadurch, dass ein Staat sich von Anfang an dagegen widersetzt, hat das entstandene Völkergewohnheitsrecht keine Geltung für ihn (persistent objector).

## Beispiele
- Genozidverbot
- Verbot der Folter und der unmenschlichen oder erniedrigenden Behandlung oder Strafe (Folterverbot)
- Gemeinsamer Artikel 3 der Genfer Konventionen
- Die gegenseitige Anerkennung des Luftraumes als Staatsgebiet bis in 80 km Höhe
- Uti possidetis
- Selbstbestimmungsrecht der Völker[8] (in der Staatenwelt umstritten)